# Vi talar om sällhetens land
Vi talar om sällhetens land eller Vi tala om himmelens fröjder är en sång med en text som Elizabeth King-Mills skrev på sin dödsbädd 1829 och som sjungs till musik komponerad 1870 av George C. Stebbins. Erik Nyström översatte sången till svenska 1893. Källan i Hjärtesånger (1895), anges som "Ur "Pilgrimens lof"". Emil Gustafson fogade citatet "Hvarest jag är, der skolen i och vara." Johannesevangeliet 14:3 till denna psalmsång.

## Publicerad i
- Nya Pilgrimssånger 1892 som nr 388 under rubriken "Den tillkommande härligheten".
- Herde-Rösten 1892 som nr 363 under rubriken "Hemlängtan." Författaren eller översättare inte angivna och texten bearbetad.
- Hjärtesånger 1895 som nr 159 under rubriken "Hemlandssånger" med titeln "Vara der".
- Svenska Missionsförbundets sångbok 1920 som nr 446 med inledningsraden "Vi tala om himmelens fröjder" under rubriken "Det kristliga livet. Hemlandssånger."
- Frälsningsarméns sångbok 1929 som nr 500 under rubriken "De yttersta tingen och himmelen".
- Musik till Frälsningsarméns sångbok 1930 som nr 500.
- Segertoner 1930 som nr 359  med inledningsfrasen "Vi tala om himmelens land".
- Segertoner 1960 som nr 359.
- Frälsningsarméns sångbok 1968 som nr 576 under rubriken "Evighetshoppet".
- Segertoner 1988 som nr 673 under rubriken "Framtiden och hoppet - Himlen".[1]
- Frälsningsarméns sångbok 1990 som nr 714 under rubriken "Framtiden och hoppet".
- Sångboken 1998 som nr 140.